# Kuba az 1968. évi nyári olimpiai játékokon
Kuba a mexikói Mexikóvárosban megrendezett 1968. évi nyári olimpiai játékok egyik részt vevő nemzete volt. Az országot az olimpián 13 sportágban 115 sportoló képviselte, akik összesen 4 érmet szereztek.

## Érmesek
| Érem  | Versenyző                                                         | Sportág   | Versenyszám           |
| ----- | ----------------------------------------------------------------- | --------- | --------------------- |
| Ezüst | Enrique Figueroa Juan Morales Pablo Montes Hermes Ramírez         | Atlétika  | Férfi 4 × 100 m váltó |
| Ezüst | Miguelina Cobián Marlene Elejarde Fulgencia Romay Violeta Quesada | Atlétika  | Női 4 × 100 m váltó   |
| Ezüst | Enrique Regüeiferos                                               | Ökölvívás | Kisváltósúly          |
| Ezüst | Rolando Garbey                                                    | Ökölvívás | Nagyváltósúly         |

## Atlétika
Férfi
| Versenyző                                                 | Versenyszám     | Előfutam | Előfutam | Előfutam | Negyeddöntő | Negyeddöntő | Negyeddöntő | Elődöntő | Elődöntő | Elődöntő | Döntő   | Döntő    |
| Versenyző                                                 | Versenyszám     | Idő      | Hely.    | Össz.    | Idő         | Hely.       | Össz.       | Idő      | Hely.    | Össz.    | Idő     | Helyezés |
| --------------------------------------------------------- | --------------- | -------- | -------- | -------- | ----------- | ----------- | ----------- | -------- | -------- | -------- | ------- | -------- |
| Enrique Figueroa                                          | 100 m           | 10,40    | 1.       | 16.      | 10,23       | 3.          | 11.         | 10,23    | 5.       | 8.       | kiesett | kiesett  |
| Pablo Montes                                              | 100 m           | 10,14    | 1.       | 2.       | 10,16       | 1.          | 5.*         | 10,19    | 3.       | 6.       | 10,14   | 4.       |
| Hermes Ramírez                                            | 100 m           | 10,30    | 1.       | 7.*      | 10,10       | 1.          | 2.          | 10,25    | 6.       | 9.       | kiesett | kiesett  |
| Rodobaldo Díaz                                            | 400 m           | 46,48    | 4.       | 23.      | 46,38       | 6.          | 23.         | kiesett  | kiesett  | kiesett  | kiesett | kiesett  |
| Carlos Martínez                                           | 400 m           | 47,28    | 6.       | 41.      | kiesett     | kiesett     | kiesett     | kiesett  | kiesett  | kiesett  | kiesett | kiesett  |
| Eddy Téllez                                               | 400 m           | 46,80    | 5.       | 30.      | kiesett     | kiesett     | kiesett     | kiesett  | kiesett  | kiesett  | kiesett | kiesett  |
| Juan Morales                                              | 110 m gát       | 13,94    | 3.       | 10.      |             |             |             | 14,08    | 7.       | 13.      | kiesett | kiesett  |
| Juan García                                               | 400 m gát       | 51,87    | 7.       | 25.      |             |             |             | kiesett  | kiesett  | kiesett  | kiesett | kiesett  |
| Miguel Olivera                                            | 400 m gát       | 51,98    | 7.       | 26.      |             |             |             | kiesett  | kiesett  | kiesett  | kiesett | kiesett  |
| Euclides Calzado                                          | 20 km gyaloglás |          |          |          |             |             |             |          |          |          | 1:49:27 | 27.      |
| Hermes Ramírez Juan Morales Pablo Montes Enrique Figueroa | 4 × 100 m váltó | 38,76    | 1.       | 2.       |             |             |             | 38,64    | 1.       | 2.       | 38,40   |          |
| Carlos Martínez Eddy Téllez Miguel Olivera Rodobaldo Díaz | 4 × 400 m váltó | 3:05,28  | 4.       | 9.       |             |             |             |          |          |          | kiesett | kiesett  |

| Versenyző       | Versenyszám   | Selejtező | Selejtező | Döntő    | Döntő    |
| Versenyző       | Versenyszám   | Eredmény  | Helyezés  | Eredmény | Helyezés |
| --------------- | ------------- | --------- | --------- | -------- | -------- |
| Modesto Mederos | Diszkoszvetés | 52,30 m   | 23.       | kiesett  | kiesett  |
| Aurelio Janet   | Gerelyhajítás | 80,10 m   | 11.       | 74,88 m  | 11.      |

Női
| Versenyző                                                         | Versenyszám     | Előfutam | Előfutam | Előfutam | Negyeddöntő | Negyeddöntő | Negyeddöntő | Elődöntő         | Elődöntő         | Elődöntő         | Döntő   | Döntő    |
| Versenyző                                                         | Versenyszám     | Idő      | Hely.    | Össz.    | Idő         | Hely.       | Össz.       | Idő              | Hely.            | Össz.            | Idő     | Helyezés |
| ----------------------------------------------------------------- | --------------- | -------- | -------- | -------- | ----------- | ----------- | ----------- | ---------------- | ---------------- | ---------------- | ------- | -------- |
| Violeta Quesada                                                   | 100 m           | 11,67    | 3.       | 18.      | 11,65       | 5.          | 23.         | kiesett          | kiesett          | kiesett          | kiesett | kiesett  |
| Miguelina Cobián                                                  | 100 m           | 11,48    | 3.       | 8.       | 11,41       | 4.          | 11.*        | 11,63            | 4.               | 10.              | 11,61   | 8.       |
| Miguelina Cobián                                                  | 200 m           | 23,50    | 2.       | 13.      |             |             |             | 23,39            | 6.               | 9.               | kiesett | kiesett  |
| Fulgencia Romay                                                   | 200 m           | 23,71    | 3.       | 17.      |             |             |             | nem állt rajthoz | nem állt rajthoz | nem állt rajthoz | kiesett | kiesett  |
| Fulgencia Romay                                                   | 100 m           | 11,53    | 2.       | 11.      | 11,47       | 4.          | 16.         | 11,52            | 5.               | 7.               | kiesett | kiesett  |
| Aurelia Pentón                                                    | 400 m           | 52,86    | 1.       | 1.       |             |             |             | 54,08            | 4.               | 10.              | 52,75   | 5.       |
| Marlene Elejarde                                                  | 80 m gát        | 10,99    | 4.       | 19.      |             |             |             | kiesett          | kiesett          | kiesett          | kiesett | kiesett  |
| Marlene Elejarde Fulgencia Romay Violeta Quesada Miguelina Cobián | 4 × 100 m váltó | 44,15    | 4.       | 6.       |             |             |             |                  |                  |                  | 43,36   |          |

| Versenyző     | Versenyszám | Selejtező | Selejtező | Döntő    | Döntő    |
| Versenyző     | Versenyszám | Eredmény  | Helyezés  | Eredmény | Helyezés |
| ------------- | ----------- | --------- | --------- | -------- | -------- |
| Marcia Garbey | Távolugrás  | 614 cm    | 17.       | kiesett  | kiesett  |

* - egy másik versenyzővel azonos időt ért el

## Birkózás
Szabadfogású
| Versenyző         | Versenyszám | 1. forduló                       | 2. forduló                         | 3. forduló                       | 4. forduló                        | 5. forduló        | 6. forduló        | 7. forduló        | Döntő             | Helyezés    |
| Versenyző         | Versenyszám | Ellenfél Eredmény                | Ellenfél Eredmény                  | Ellenfél Eredmény                | Ellenfél Eredmény                 | Ellenfél Eredmény | Ellenfél Eredmény | Ellenfél Eredmény | Ellenfél Eredmény | Helyezés    |
| ----------------- | ----------- | -------------------------------- | ---------------------------------- | -------------------------------- | --------------------------------- | ----------------- | ----------------- | ----------------- | ----------------- | ----------- |
| José Ramos        | 63 kg       | Enyu Todorov (BUL) · kétvállas   | Antonio Senosa (PHI) · kétvállas   | Ismail Al-Karaghouli (IRQ) · 2-2 | kiesett                           | kiesett           | kiesett           | kiesett           | kiesett           | helyezetlen |
| Francisco Lebeque | 70 kg       | Carlos Alberto Vario (ARG) · 1-3 | Gordon Garvie (CAN) · kétvállas    | Klaus Rost (FRG) · 3-1           | Udey Chand (IND) · kétvállas      | kiesett           | kiesett           |                   | kiesett           | helyezetlen |
| Lupe Lara         | 87 kg       | Ernst Knoll (FRG) · 1-3          | Jean-Marie Chardonnens (SUI) · 1-3 | Endó Sigeru (JPN) · 3-1          | Borisz Gurevics (URS) · kétvállas | kiesett           | kiesett           |                   | kiesett           | helyezetlen |

## Evezés
| Versenyző                                                                         | Versenyszám              | Előfutam | Előfutam | Vigaszág | Vigaszág | Elődöntő | Elődöntő | Döntő   | Döntő   | Döntő   | Helyezés    |
| Versenyző                                                                         | Versenyszám              | Idő      | Hely.    | Idő      | Hely.    | Idő      | Hely.    | Típus   | Idő     | Hely.   | Helyezés    |
| --------------------------------------------------------------------------------- | ------------------------ | -------- | -------- | -------- | -------- | -------- | -------- | ------- | ------- | ------- | ----------- |
| Heriberto Martínez                                                                | Egypárevezős             | 8:14,20  | 6.       | 8:20,92  | 6.       | kiesett  | kiesett  | kiesett | kiesett | kiesett | helyezetlen |
| Eralio Cabrera Norge Marrero                                                      | Kormányos nélküli kettes | 7:51,94  | 5.       | 7:50,88  | 5.       | kiesett  | kiesett  | kiesett | kiesett | kiesett | helyezetlen |
| Mario Tabio Teófilo López Jesús Rosello (kormányos)                               | Kormányos kettes         | 8:23,39  | 5.       | 7:57,01  | 2.       | 8:11,82  | 6.       | B       | 8:04,90 | 4.      | 10.         |
| Ramón Luperón Santiago Cuesta Jorge López Lázaro Rivero Roberto Ojeda (kormányos) | Kormányos négyes         | 7:41,11  | 4.       | 7:13,43  | 3.       | 7:26,62  | 6.       | B       | 7:07,07 | 5.      | 11.         |

## Kerékpározás

### Országúti kerékpározás
| Versenyző            | Versenyszám   | Idő           | Helyezés      |
| -------------------- | ------------- | ------------- | ------------- |
| Sergio Martínez      | Mezőnyverseny | nem ért célba | nem ért célba |
| Roberto Menéndez     | Mezőnyverseny | nem ért célba | nem ért célba |
| Ulises Váldez        | Mezőnyverseny | nem ért célba | nem ért célba |
| Raúl Marcelo Vázquez | Mezőnyverseny | nem ért célba | nem ért célba |

### Pálya-kerékpározás
Sprintverseny
| Versenyző            | Versenyszám  | 1. forduló                                         | 1. forduló | Vigaszág                                                            | Vigaszág | 2. forduló             | 2. forduló | Vigaszág               | Vigaszág | Nyolcaddöntő           | Nyolcaddöntő | Vigaszág selejtező     | Vigaszág selejtező | Vigaszág döntő       | Vigaszág döntő | Negyeddöntő          | Elődöntő             | Döntő                | Helyezés    |
| Versenyző            | Versenyszám  | Ellenfelek Győztes idő                             | Hely.      | Ellenfelek Győztes idő                                              | Hely.    | Ellenfelek Győztes idő | Hely.      | Ellenfelek Győztes idő | Hely.    | Ellenfelek Győztes idő | Hely.        | Ellenfelek Győztes idő | Hely.              | Ellenfél Győztes idő | Hely.          | Ellenfél Győztes idő | Ellenfél Győztes idő | Ellenfél Győztes idő | Helyezés    |
| -------------------- | ------------ | -------------------------------------------------- | ---------- | ------------------------------------------------------------------- | -------- | ---------------------- | ---------- | ---------------------- | -------- | ---------------------- | ------------ | ---------------------- | ------------------ | -------------------- | -------------- | -------------------- | -------------------- | -------------------- | ----------- |
| Juan Reyes           | Férfi egyéni | Daniel Morelon (FRA) · Roberto Roxas (PHI) · 11,24 | 2.         | Leslie King (TRI) · Kvon Dzsunghjon (Gwon Jung-hyeon) (KOR) · 11,35 | 2.       | kiesett                | kiesett    | kiesett                | kiesett  | kiesett                | kiesett      | kiesett                | kiesett            | kiesett              | kiesett        | kiesett              | kiesett              | kiesett              | helyezetlen |
| Raúl Marcelo Vázquez | Férfi egyéni | Miloš Jelínek (TCH) · John Nicholson (AUS) · 11,40 | 3.         | Serhiy Kravtsov (URS) · 11,56                                       | 2.       | kiesett                | kiesett    | kiesett                | kiesett  | kiesett                | kiesett      | kiesett                | kiesett            | kiesett              | kiesett        | kiesett              | kiesett              | kiesett              | helyezetlen |

Időfutam
| Versenyző            | Versenyszám  | Idő     | Helyezés |
| -------------------- | ------------ | ------- | -------- |
| Raúl Marcelo Vázquez | Férfi egyéni | 1:08,96 | 24.      |

Tandem
| Versenyző                | Versenyszám     | 1. forduló                                                  | Vigaszág selejtező                                                                                                  | Vigaszág selejtező | Vigaszág döntő         | Vigaszág döntő | Negyeddöntő          | Elődöntő             | Döntő                | Helyezés    |
| Versenyző                | Versenyszám     | Ellenfél Győztes idő                                        | Ellenfelek Győztes idő                                                                                              | Hely.              | Ellenfelek Győztes idő | Hely.          | Ellenfél Győztes idő | Ellenfél Győztes idő | Ellenfél Győztes idő | Helyezés    |
| ------------------------ | --------------- | ----------------------------------------------------------- | --- | ------------------ | ---------------------- | -------------- | -------------------- | -------------------- | -------------------- | ----------- |
| Juan Reyes Ulises Váldez | Férfi kétüléses | Olaszország (ITA) · Walter Gorini · Luigi Borghetti · 10,29 | Szovjetunió (URS) · Igor Celovalnyikov · Imants Bodnieks · Mexikó (MEX) · Julio Munguía · Guillermo Mendoza · 10,33 | 2.                 | kiesett                | kiesett        | kiesett              | kiesett              | kiesett              | helyezetlen |

Üldözőversenyek
| Versenyző                                                             | Versenyszám  | Selejtező | Selejtező  | Nyolcaddöntő | Nyolcaddöntő | Nyolcaddöntő | Negyeddöntő  | Negyeddöntő | Negyeddöntő | Elődöntő     | Elődöntő  | Elődöntő | Döntő        | Döntő     | Helyezés    |
| Versenyző                                                             | Versenyszám  | Idő       | Hely.      | Ellenfél Idő | Saját idő    | Hely.        | Ellenfél Idő | Saját idő   | Hely.       | Ellenfél Idő | Saját idő | Hely.    | Ellenfél Idő | Saját idő | Helyezés    |
| --------------------------------------------------------------------- | ------------ | --------- | ---------- | --- | ------------ | ------------ | ------------ | ----------- | ----------- | ------------ | --------- | -------- | ------------ | --------- | ----------- |
| Inocente Lizano                                                       | Férfi egyéni | 4:51,09   | lekörözték | |              |              | kiesett      | kiesett     | kiesett     | kiesett      | kiesett   | kiesett  | kiesett      | kiesett   | helyezetlen |
| Inocente Lizano Sergio Martínez Roberto Menéndez Raúl Marcelo Vázquez | Férfi csapat |           |            | Kongó-Kinshasa (COD) · Jean Barnabe · Constantin Kabemba · Ignace Mandjambi · François Ombanzi · nem állt rajthoz | 4:34,96      | 1.           | kiesett      | kiesett     | kiesett     | kiesett      | kiesett   | kiesett  | kiesett      | kiesett   | helyezetlen |

## Kosárlabda
| Kubai férfi kosárlabdacsapat-játékoskeret                                                               | Kubai férfi kosárlabdacsapat-játékoskeret                                                                |
| --- | --- |
| - Miguel Calderón - Rafael Cañizares - Pedro Chappé - Inocente Cuesta - Pablo García - Jacinto González | - Ruperto Herrera - Miguel Montalvo - Conrado Pérez - Carlos del Pozo - Franklin Standard - César Valdés |

### Eredmények
Csoportkör
B csoport
| Csapat              | M | Gy | V | P+  | P–  | Pk   |
| ------------------- | - | -- | - | --- | --- | ---- |
| Szovjetunió (URS)   | 7 | 7  | 0 | 642 | 408 | +234 |
| Brazília (BRA)      | 7 | 6  | 1 | 561 | 418 | +143 |
| Mexikó (MEX)        | 7 | 5  | 2 | 493 | 443 | +50  |
| Lengyelország (POL) | 7 | 4  | 3 | 474 | 504 | –30  |
| Bulgária (BUL)      | 7 | 3  | 4 | 456 | 478 | –22  |
| Kuba (CUB)          | 7 | 2  | 5 | 514 | 533 | –19  |
| Dél-Korea (KOR)     | 7 | 1  | 6 | 453 | 530 | –77  |
| Marokkó (MAR)       | 7 | 0  | 7 | 355 | 634 | –279 |

| 1968. október 13. | Bulgária (BUL) | 70 – 61 | Kuba (CUB) |  |
| 1968. október 13. | (19–27)        |         |            |  |

| 1968. október 14. | Mexikó (MEX) | 76 – 75 | Kuba (CUB) |  |
| 1968. október 14. | (35–29)      |         |            |  |

| 1968. október 15. | Lengyelország (POL) | 78 – 75 | Kuba (CUB) |  |
| 1968. október 15. | (36–41)             |         |            |  |

| 1968. október 16. | Kuba (CUB) | 80 – 71 | Dél-Korea (KOR) |  |
| 1968. október 16. | (34–29)    |         |                 |  |

| 1968. október 18. | Szovjetunió (URS) | 100 – 66 | Kuba (CUB) |  |
| 1968. október 18. | (52–35)           |          |            |  |

| 1968. október 19. | Brazília (BRA) | 84 – 68 | Kuba (CUB) |  |
| 1968. október 19. | (47–37)        |         |            |  |

| 1968. október 20. | Kuba (CUB) | 89 – 53 | Marokkó (MAR) |  |
| 1968. október 20. | (48–22)    |         |               |  |

A 9–12. helyért
| 1968. október 22. | Puerto Rico (PUR) | 71 – 65 | Kuba (CUB) |  |
| 1968. október 22. | (33–34)           |         |            |  |

A 11. helyért
| 1968. október 23. | Kuba (CUB) | 91 – 88 | Panama (PAN) |  |
| 1968. október 23. | (47–43)    |         |              |  |

| Csapat     | Helyezés |
| ---------- | -------- |
| Kuba (CUB) | 11.      |

## Műugrás
Férfi
| Versenyző       | Versenyszám        | Selejtező | Selejtező | Döntő   | Döntő    |
| Versenyző       | Versenyszám        | Pont      | Helyezés  | Pont    | Helyezés |
| --------------- | ------------------ | --------- | --------- | ------- | -------- |
| Alberto Moreno  | Egyéni műugrás     | 76,80     | 23.       | kiesett | kiesett  |
| Alberto Moreno  | Egyéni toronyugrás | 78,28     | 30.       | kiesett | kiesett  |
| José Luis Ponce | Egyéni toronyugrás | 80,02     | 29.       | kiesett | kiesett  |
| José Luis Ponce | Egyéni műugrás     | 72,72     | 26.       | kiesett | kiesett  |

## Ökölvívás
| Versenyző           | Versenyszám   | Selejtező                            | 32-es főtábla                    | Nyolcaddöntő                    | Negyeddöntő                  | Elődöntő                     | Döntő                       | Helyezés |
| Versenyző           | Versenyszám   | Ellenfél Eredmény                    | Ellenfél Eredmény                | Ellenfél Eredmény               | Ellenfél Eredmény            | Ellenfél Eredmény            | Ellenfél Eredmény           | Helyezés |
| ------------------- | ------------- | ------------------------------------ | -------------------------------- | ------------------------------- | ---------------------------- | ---------------------------- | --------------------------- | -------- |
| Rafael Carbonell    | Papírsúly     |                                      | erőnyerő                         | Francisco Rodríguez (VEN) · 0-5 | kiesett                      | kiesett                      | kiesett                     | 9.       |
| Orlando Martínez    | Légsúly       |                                      | Badari Tibor (HUN) · 1-4         | kiesett                         | kiesett                      | kiesett                      | kiesett                     | 17.      |
| Fermin Espinosa     | Harmatsúly    | Cherdchai Udompaichitkul (THA) · 4-1 | Nikola Savov (BUL) · RSC         | kiesett                         | kiesett                      | kiesett                      | kiesett                     | 17.      |
| Francisco Oduardo   | Pehelysúly    |                                      | Miguel García (ARG) · 2-3        | kiesett                         | kiesett                      | kiesett                      | kiesett                     | 17.      |
| Roberto Caminero    | Könnyűsúly    | erőnyerő                             | Józef Grudzień (POL) · 0-5       | kiesett                         | kiesett                      | kiesett                      | kiesett                     | 17.      |
| Enrique Regüeiferos | Kisváltósúly  | Terence Waller (GBR) · RSC           | erőnyerő                         | Antoniu Vasile (ROU) · RSC      | Jevgenyij Frolov (URS) · 3-2 | James Wallington (USA) · 4-1 | Jerzy Kulej (POL) · 2-3     |          |
| Andrés Molina       | Váltósúly     | erőnyerő                             | Manfred Wolke (GDR) · 1-4        | kiesett                         | kiesett                      | kiesett                      | kiesett                     | 17.      |
| Rolando Garbey      | Nagyváltósúly |                                      | Eamonn McCusker (IRL) · RSC      | Detlef Dahn (GDR) · 3-2         | Eric Blake (GBR) · RSC       | John Baldwin (USA) · 4-1     | Borisz Lagutyin (URS) · 0-5 |          |
| Raúl Marrero        | Középsúly     |                                      | Saulo Hernández (PUR) · kizárták | Alfred Jones (USA) · 0-5        | kiesett                      | kiesett                      | kiesett                     | 9.       |
| Gregorio Aldama     | Félnehézsúly  |                                      | erőnyerő                         | Danas Pozniakas (URS) · KO      | kiesett                      | kiesett                      | kiesett                     | 9.       |
| Nancio Carrillo     | Nehézsúly     |                                      |                                  | Bernd Anders (GDR) · RSC        | kiesett                      | kiesett                      | kiesett                     | 9.       |

## Sportlövészet
Nyílt
| Versenyző      | Versenyszám           | Pont | Helyezés |
| -------------- | --------------------- | ---- | -------- |
| Arturo Costa   | Szabadpisztoly        | 530  | 46.      |
| Nelson Oñate   | Szabadpisztoly        | 555  | 7.       |
| Silvio Delgado | Sportpuska, fekvő     | 594  | 11.      |
| Enrique Guedes | Sportpuska, fekvő     | 585  | 61.      |
| Sergio Álvarez | Sportpuska, összetett | 1122 | 43.      |
| Raúl Llanos    | Sportpuska, összetett | 1145 | 16.      |
| Delfin Gómez   | Skeet                 | 187  | 30.      |
| Ignacio Huguet | Skeet                 | 187  | 29.      |

## Súlyemelés
| Versenyző       | Versenyszám | Nyomás                   | Nyomás                   | Szakítás | Szakítás | Lökés    | Lökés    | Összesen | Helyezés |
| Versenyző       | Versenyszám | Eredmény                 | Helyezés                 | Eredmény | Helyezés | Eredmény | Helyezés | Összesen | Helyezés |
| --------------- | ----------- | ------------------------ | ------------------------ | -------- | -------- | -------- | -------- | -------- | -------- |
| René Gómez      | 75 kg       | 130,0                    | 13.                      | 120,0    | 11.      | 157,5    | 13.      | 407,5    | 12.      |
| Abel López      | 75 kg       | 122,5                    | 16.                      | 117,5    | 13.      | 165,0    | 6.       | 405,0    | 15.      |
| Juan Curbelo    | 82,5 kg     | 135,0                    | 14.                      | 125,0    | 13.      | 165,0    | 10.      | 425,0    | 13.      |
| Juan Benavides  | 90 kg       | érvényes kísérlet nélkül | érvényes kísérlet nélkül | kiesett  | kiesett  | kiesett  | kiesett  | kiesett  | kiesett  |
| Andrés Martínez | 90 kg       | 130,0                    | 21.                      | 125,0    | 17.      | 172,5    | 12.      | 427,5    | 16.      |

## Torna
Férfi
| Versenyző                                                                                 | Versenyszám      | Selejtező | Selejtező | Döntő    | Döntő    |
| Versenyző                                                                                 | Versenyszám      | Pontszám  | Helyezés  | Pontszám | Helyezés |
| ----------------------------------------------------------------------------------------- | ---------------- | --------- | --------- | -------- | -------- |
| Luis Navarrete                                                                            | Talaj            | 15,80     | 106.      | kiesett  | kiesett  |
| Luis Navarrete                                                                            | Ugrás            | 17,60     | 94.       | kiesett  | kiesett  |
| Luis Navarrete                                                                            | Korlát           | 16,00     | 110.      | kiesett  | kiesett  |
| Luis Navarrete                                                                            | Nyújtó           | 15,25     | 111.      | kiesett  | kiesett  |
| Luis Navarrete                                                                            | Gyűrű            | 13,65     | 113.      | kiesett  | kiesett  |
| Luis Navarrete                                                                            | Lólengés         | 16,15     | 98.       | kiesett  | kiesett  |
| Luis Navarrete                                                                            | Egyéni összetett |           |           | 94,45    | 108.     |
| Roberto Pumpido                                                                           | Talaj            | 17,95     | 55.       | kiesett  | kiesett  |
| Roberto Pumpido                                                                           | Ugrás            | 17,70     | 87.       | kiesett  | kiesett  |
| Roberto Pumpido                                                                           | Korlát           | 17,70     | 83.       | kiesett  | kiesett  |
| Roberto Pumpido                                                                           | Nyújtó           | 17,40     | 92.       | kiesett  | kiesett  |
| Roberto Pumpido                                                                           | Gyűrű            | 16,25     | 100.      | kiesett  | kiesett  |
| Roberto Pumpido                                                                           | Lólengés         | 14,65     | 105.      | kiesett  | kiesett  |
| Roberto Pumpido                                                                           | Egyéni összetett |           |           | 101,65   | 95.      |
| Héctor Ramírez                                                                            | Talaj            | 9,05      | 115.      | kiesett  | kiesett  |
| Héctor Ramírez                                                                            | Ugrás            | 17,70     | 87.       | kiesett  | kiesett  |
| Héctor Ramírez                                                                            | Korlát           | 16,55     | 107.      | kiesett  | kiesett  |
| Héctor Ramírez                                                                            | Nyújtó           | 18,20     | 61.       | kiesett  | kiesett  |
| Héctor Ramírez                                                                            | Gyűrű            | 16,45     | 97.       | kiesett  | kiesett  |
| Héctor Ramírez                                                                            | Lólengés         | 12,80     | 109.      | kiesett  | kiesett  |
| Héctor Ramírez                                                                            | Egyéni összetett |           |           | 90,75    | 111.     |
| Luis Ramírez                                                                              | Talaj            | 17,50     | 78.       | kiesett  | kiesett  |
| Luis Ramírez                                                                              | Ugrás            | 17,45     | 99.       | kiesett  | kiesett  |
| Luis Ramírez                                                                              | Korlát           | 17,20     | 95.       | kiesett  | kiesett  |
| Luis Ramírez                                                                              | Nyújtó           | 16,75     | 101.      | kiesett  | kiesett  |
| Luis Ramírez                                                                              | Gyűrű            | 17,50     | 74.       | kiesett  | kiesett  |
| Luis Ramírez                                                                              | Lólengés         | 14,55     | 107.      | kiesett  | kiesett  |
| Luis Ramírez                                                                              | Egyéni összetett |           |           | 100,95   | 100.     |
| Jorge Rodríguez                                                                           | Talaj            | 18,40     | 28.       | kiesett  | kiesett  |
| Jorge Rodríguez                                                                           | Ugrás            | 18,05     | 63.       | kiesett  | kiesett  |
| Jorge Rodríguez                                                                           | Korlát           | 17,10     | 98.       | kiesett  | kiesett  |
| Jorge Rodríguez                                                                           | Nyújtó           | 17,95     | 71.       | kiesett  | kiesett  |
| Jorge Rodríguez                                                                           | Gyűrű            | 17,15     | 82.       | kiesett  | kiesett  |
| Jorge Rodríguez                                                                           | Lólengés         | 16,10     | 99.       | kiesett  | kiesett  |
| Jorge Rodríguez                                                                           | Egyéni összetett |           |           | 104,75   | 86.      |
| Octavio Suárez                                                                            | Talaj            | 16,85     | 91.       | kiesett  | kiesett  |
| Octavio Suárez                                                                            | Ugrás            | 17,55     | 96.       | kiesett  | kiesett  |
| Octavio Suárez                                                                            | Korlát           | 17,20     | 95.       | kiesett  | kiesett  |
| Octavio Suárez                                                                            | Nyújtó           | 16,70     | 104.      | kiesett  | kiesett  |
| Octavio Suárez                                                                            | Gyűrű            | 17,65     | 63.       | kiesett  | kiesett  |
| Octavio Suárez                                                                            | Lólengés         | 17,55     | 58.       | kiesett  | kiesett  |
| Octavio Suárez                                                                            | Egyéni összetett |           |           | 103,50   | 92.*     |
| Luis Navarrete Roberto Pumpido Héctor Ramírez Luis Ramírez Jorge Rodríguez Octavio Suárez | Csapat összetett |           |           | 516,85   | 15.      |

Női
| Versenyző                                                                              | Versenyszám      | Selejtező | Selejtező | Döntő    | Döntő    |
| Versenyző                                                                              | Versenyszám      | Pontszám  | Helyezés  | Pontszám | Helyezés |
| -------------------------------------------------------------------------------------- | ---------------- | --------- | --------- | -------- | -------- |
| Nancy Aldama                                                                           | Talaj            | 17,35     | 74.       | kiesett  | kiesett  |
| Nancy Aldama                                                                           | Ugrás            | 16,15     | 89.       | kiesett  | kiesett  |
| Nancy Aldama                                                                           | Felemás korlát   | 16,00     | 84.       | kiesett  | kiesett  |
| Nancy Aldama                                                                           | Gerenda          | 17,50     | 52.       | kiesett  | kiesett  |
| Nancy Aldama                                                                           | Egyéni összetett |           |           | 67,00    | 83.      |
| Suzette Blanco                                                                         | Talaj            | 16,95     | 88.       | kiesett  | kiesett  |
| Suzette Blanco                                                                         | Ugrás            | 16,20     | 87.       | kiesett  | kiesett  |
| Suzette Blanco                                                                         | Felemás korlát   | 12,90     | 97.       | kiesett  | kiesett  |
| Suzette Blanco                                                                         | Gerenda          | 16,80     | 70.       | kiesett  | kiesett  |
| Suzette Blanco                                                                         | Egyéni összetett |           |           | 62,85    | 91.*     |
| Zulema Bregado                                                                         | Talaj            | 18,10     | 40.       | kiesett  | kiesett  |
| Zulema Bregado                                                                         | Ugrás            | 15,60     | 93.       | kiesett  | kiesett  |
| Zulema Bregado                                                                         | Felemás korlát   | 17,35     | 61.       | kiesett  | kiesett  |
| Zulema Bregado                                                                         | Gerenda          | 17,00     | 62.       | kiesett  | kiesett  |
| Zulema Bregado                                                                         | Egyéni összetett |           |           | 68,05    | 73.      |
| Nereida Bauta                                                                          | Talaj            | 17,35     | 74.       | kiesett  | kiesett  |
| Nereida Bauta                                                                          | Ugrás            | 16,20     | 87.       | kiesett  | kiesett  |
| Nereida Bauta                                                                          | Felemás korlát   | 12,75     | 98.       | kiesett  | kiesett  |
| Nereida Bauta                                                                          | Gerenda          | 16,55     | 79.       | kiesett  | kiesett  |
| Nereida Bauta                                                                          | Egyéni összetett |           |           | 62,85    | 91.*     |
| Yolanda Vega                                                                           | Talaj            | 16,60     | 96.       | kiesett  | kiesett  |
| Yolanda Vega                                                                           | Ugrás            | 14,10     | 96.       | kiesett  | kiesett  |
| Yolanda Vega                                                                           | Felemás korlát   | 15,65     | 91.       | kiesett  | kiesett  |
| Yolanda Vega                                                                           | Gerenda          | 14,85     | 93.       | kiesett  | kiesett  |
| Yolanda Vega                                                                           | Egyéni összetett |           |           | 61,20    | 95.      |
| Miriam Villacián                                                                       | Talaj            | 17,00     | 87.       | kiesett  | kiesett  |
| Miriam Villacián                                                                       | Ugrás            | 16,85     | 83.       | kiesett  | kiesett  |
| Miriam Villacián                                                                       | Felemás korlát   | 17,50     | 55.       | kiesett  | kiesett  |
| Miriam Villacián                                                                       | Gerenda          | 16,75     | 72.       | kiesett  | kiesett  |
| Miriam Villacián                                                                       | Egyéni összetett |           |           | 68,10    | 72.      |
| Nancy Aldama Suzette Blanco Zulema Bregado Nereida Bauta Yolanda Vega Miriam Villacián | Csapat összetett |           |           | 332,85   | 13.      |

* - egy másik versenyzővel azonos eredményt ért el

## Úszás
Férfi
| Versenyző       | Versenyszám  | Előfutam | Előfutam | Előfutam | Elődöntő | Elődöntő | Elődöntő | Döntő   | Döntő    |
| Versenyző       | Versenyszám  | Idő      | Hely.    | Össz.    | Idő      | Hely.    | Össz.    | Idő     | Helyezés |
| --------------- | ------------ | -------- | -------- | -------- | -------- | -------- | -------- | ------- | -------- |
| Gregorio Fiallo | 400 m gyors  | 4:41,5   | 5.       | 29.      |          |          |          | kiesett | kiesett  |
| Gregorio Fiallo | 100 m gyors  | 58,2     | 4.       | 48.*     | kiesett  | kiesett  | kiesett  | kiesett | kiesett  |
| Gregorio Fiallo | 200 m gyors  | 2:10,5   | 6.       | 45.      |          |          |          | kiesett | kiesett  |
| José Martínez   | 200 m gyors  | 2:16,1   | 6.       | 53.      |          |          |          | kiesett | kiesett  |
| José Martínez   | 100 m gyors  | 1:00,4   | 7.       | 57.      | kiesett  | kiesett  | kiesett  | kiesett | kiesett  |
| José Martínez   | 200 m vegyes | 2:31,4   | 5.       | 35.      |          |          |          | kiesett | kiesett  |
| José Martínez   | 400 m vegyes | kizárták | kizárták | kizárták |          |          |          | kiesett | kiesett  |
| Eliseo Vidal    | 100 m hát    | 1:06,4   | 6.       | 30.      | kiesett  | kiesett  | kiesett  | kiesett | kiesett  |
| Eliseo Vidal    | 200 m hát    | 2:21,3   | 6.       | 20.      |          |          |          | kiesett | kiesett  |

* - egy másik versenyzővel azonos időt ért el

## Vívás
Férfi
| Versenyző                                                       | Versenyszám       | Csoportkör | Csoportkör | Csoportkör | Csoportkör | Nyolcaddöntő      | Negyeddöntő              | Elődöntő          | Vigaszág a döntőért | Vigaszág a döntőért | Vigaszág a döntőért | Vigaszág a döntőért | Vigaszág a döntőért | Döntő             | Helyezés    |
| Versenyző                                                       | Versenyszám       | 1. kör | 1. kör     | 2. kör | 2. kör     | Nyolcaddöntő      | Negyeddöntő              | Elődöntő          | 1. kör              | 2. kör              | 3. kör              | 4. kör              | 5. kör              | Döntő             | Helyezés    |
| Versenyző                                                       | Versenyszám       | Ellenfél Eredmény | Hely.      | Ellenfél Eredmény | Hely.      | Ellenfél Eredmény | Ellenfél Eredmény        | Ellenfél Eredmény | Ellenfél Eredmény   | Ellenfél Eredmény   | Ellenfél Eredmény   | Ellenfél Eredmény   | Ellenfél Eredmény   | Ellenfél Eredmény | Helyezés    |
| --------------------------------------------------------------- | ----------------- | --- | ---------- | --- | ---------- | ----------------- | ------------------------ | ----------------- | ------------------- | ------------------- | ------------------- | ------------------- | ------------------- | ----------------- | ----------- |
| Dagoberto Borges                                                | Tőr, egyéni       | B. csoport · Lawrence Anastasi (USA) · V · Kamuti Jenő (HUN) · V · Simizu Fudzsio (JPN) · V · Michael Ryan (IRL) · GY                                                               | 4.         | A. csoport · Daniel Revenu (FRA) · V · Graham Paul (GBR) · V · Tim Gerresheim (FRG) · GY · Russell Hobby (AUS) · V · Mohamed Gamil El-Kalyoubi (RAU) · GY   | 5.         | kiesett           | kiesett                  | kiesett           | kiesett             | kiesett             | kiesett             | kiesett             | kiesett             | kiesett           | helyezetlen |
| Jesús Gil                                                       | Tőr, egyéni       | L. csoport · Vaszil Sztankovics (URS) · V · Ókava Heizaburó (JPN) · V · Michael Breckin (GBR) · V · Silvio Fernández (VEN) · GY                                                     | 3.         | D. csoport · Mihai Ţiu (ROU) · V · Ókava Heizaburó (JPN) · V · Pasquale La Ragione (ITA) · V · Rudolf Trost (AUT) · V · Moustafa Soheim (RAU) · GY          | 5.         | kiesett           | kiesett                  | kiesett           | kiesett             | kiesett             | kiesett             | kiesett             | kiesett             | kiesett           | helyezetlen |
| Orlando Ruíz                                                    | Tőr, egyéni       | D. csoport · Mihai Ţiu (ROU) · V · Jean-Claude Magnan (FRA) · GY · Ahmed El-Husseini (RAU) · V · Enrique Barza (PER) · GY · Orlando Nannini (ARG) · V                               | 4.         | C. csoport · Nicola Granieri (ITA) · GY · Christian Noël (FRA) · V · Witold Woyda (POL) · V · Mano Kazuo (JPN) · V · Michel Constandt (BEL) · V             | 6.         | kiesett           | kiesett                  | kiesett           | kiesett             | kiesett             | kiesett             | kiesett             | kiesett             | kiesett           | helyezetlen |
| José Antonio Díaz                                               | Párbajtőr, egyéni | B. csoport · Franz Rompza (FRG) · V · David Micahnik (USA) · V · Hrihorij Krissz (URS) · GY · Peter Bakonyi (CAN) · V · Ali Chekr (LIB) · V                                         | 6.         | kiesett | kiesett    | kiesett           | kiesett                  | kiesett           | kiesett             | kiesett             | kiesett             | kiesett             | kiesett             | kiesett           | helyezetlen |
| Manuel González                                                 | Párbajtőr, egyéni | I. csoport · Bill Hoskyns (GBR) · V · Harry Fiedler (GDR) · V · Jean-Pierre Allemand (FRA) · V · Magdy Conyd (CAN) · V · Dicki Sörensen (SWE) · V                                   | 6.         | kiesett | kiesett    | kiesett           | kiesett                  | kiesett           | kiesett             | kiesett             | kiesett             | kiesett             | kiesett             | kiesett           | helyezetlen |
| Gustavo Oliveros                                                | Párbajtőr, egyéni | J. csoport · Nemere Zoltán (HUN) · V · Lars-Erik Larsson (SWE) · V · Colm O'Brien (IRL) · GY · Claude Bourquard (FRA) · V · Félix Piñero (VEN) · GY                                 | 3.         | D. csoport · Viktor Modzolevszkij (URS) · V · Fenyvesi Csaba (HUN) · V · Haukler István (ROU) · V · Bohdan Andrzejewski (POL) · V · Rudolf Trost (AUT) · GY | 6.         | kiesett           | kiesett                  | kiesett           | kiesett             | kiesett             | kiesett             | kiesett             | kiesett             | kiesett           | helyezetlen |
| Félix Delgado                                                   | Kard, egyéni      | A. csoport · Jerzy Pawłowski (POL) · V · Alfonso Morales (USA) · V · Walter Köstner (FRG) · V · Serge Panizza (FRA) · GY · Colm O'Brien (IRL) · V                                   | 5.         | kiesett | kiesett    |                   | kiesett                  | kiesett           | kiesett             | kiesett             | kiesett             |                     |                     | kiesett           | helyezetlen |
| José Narciso Díaz                                               | Kard, egyéni      | B. csoport · Umjar Mavlihanov (URS) · V · Cesare Salvadori (ITA) · V · Marcel Parent (FRA) · V · Vicente Calderón (MEX) · V · Richard Oldcorn (GBR) · V · Alberto Lanteri (ARG) · V | 7.         | kiesett | kiesett    |                   | kiesett                  | kiesett           | kiesett             | kiesett             | kiesett             |                     |                     | kiesett           | helyezetlen |
| Manuel Ortíz                                                    | Kard, egyéni      | F. csoport · Bakonyi Péter (HUN) · V · Emil Ochyra (POL) · V · Rolando Rigoli (ITA) · V · Yves Brasseur (BEL) · V · John Bouchier-Hayes (IRL) · GY                                  | 5.         | kiesett | kiesett    |                   | kiesett                  | kiesett           | kiesett             | kiesett             | kiesett             |                     |                     | kiesett           | helyezetlen |
| Dagoberto Borges Jesús Gil Eduardo Jhons Orlando Ruíz           | Tőr, csapat       | 1. csoport · Mexikó (MEX) · 9-7 · Franciaország (FRA) · 3-9 | 2.         | |            |                   | Magyarország (HUN) · 2-9 | kiesett           |                     |                     |                     |                     |                     | kiesett           | helyezetlen |
| José Antonio Díaz Manuel González Gustavo Oliveros Orlando Ruíz | Párbajtőr, csapat | 5. csoport · Franciaország (FRA) · 2-13 · Nagy-Britannia (GBR) · 2-14 | 4.         | |            |                   |                          | kiesett           |                     |                     |                     |                     |                     | kiesett           | helyezetlen |
| Félix Delgado José Narciso Díaz Manuel Ortíz Joaquin Tack-Fang  | Kard, csapat      | 4. csoport · Franciaország (FRA) · 3-13 · Lengyelország (POL) · 3-13 | 3.         | |            |                   |                          | kiesett           |                     |                     |                     |                     |                     | kiesett           | helyezetlen |

Női
| Versenyző           | Versenyszám | Csoportkör | Csoportkör | Csoportkör | Csoportkör | Negyeddöntő       | Elődöntő          | Vigaszág a döntőért | Vigaszág a döntőért | Vigaszág a döntőért | Döntő             | Helyezés    |
| Versenyző           | Versenyszám | 1. kör | 1. kör     | 2. kör | 2. kör     | Negyeddöntő       | Elődöntő          | 1. kör              | 2. kör              | 3. kör              | Döntő             | Helyezés    |
| Versenyző           | Versenyszám | Ellenfél Eredmény | Hely.      | Ellenfél Eredmény | Hely.      | Ellenfél Eredmény | Ellenfél Eredmény | Ellenfél Eredmény   | Ellenfél Eredmény   | Ellenfél Eredmény   | Ellenfél Eredmény | Helyezés    |
| ------------------- | ----------- | --- | ---------- | --- | ---------- | ----------------- | ----------------- | ------------------- | ------------------- | ------------------- | ----------------- | ----------- |
| Margarita Rodríguez | Tőr, egyéni | F. csoport · Rejtő Ildikó (HUN) · V · Brigitte Gapais-Dumont (FRA) · V · Giovanna Masciotta (ITA) · V · Sigrid Chatel (CAN) · GY · Halina Balon (POL) · GY · Veronica Smith (USA) · GY | 5.         | kiesett | kiesett    | kiesett           | kiesett           | kiesett             | kiesett             | kiesett             | kiesett           | helyezetlen |
| Milady Tack-Fang    | Tőr, egyéni | A. csoport · Alekszandra Zabelina (URS) · GY · Bruna Colombetti (ITA) · V · Janice-Lee York-Romary (USA) · V · Elżbieta Franke-Cymerman (POL) · GY · Margaret Bain (GBR) · GY          | 3.         | D. csoport · Jelena Novikova (URS) · V · Stahl Jencsik Katalin (ROU) · V · Dömölky Lídia (HUN) · GY · Heidi Schmid (FRG) · V · Janet Wardell-Yerburgh (GBR) · V | 6.         | kiesett           | kiesett           | kiesett             | kiesett             | kiesett             | kiesett           | helyezetlen |

## Vízilabda
| Kubai férfi vízilabdacsapat-játékoskeret                                                                         | Kubai férfi vízilabdacsapat-játékoskeret                                               |
| --- | -------------------------------------------------------------------------------------- |
| - Waldimiro Arcos - Guillermo Cañete - Miguel García - Osvaldo García - Guillermo Martínez Ginoris - Rubén Junco | - Oscar Periche - Jesús Pérez - Ibrahim Rodríguez - Roberto Rodríguez - Rolando Valdés |

### Eredmények
Csoportkör
A csoport
| Csapat                 | M | Gy | D | V | G+ | G– | Gk  | P  |
| ---------------------- | - | -- | - | - | -- | -- | --- | -- |
| Magyarország (HUN)     | 6 | 6  | 0 | 0 | 39 | 14 | +25 | 12 |
| Szovjetunió (URS)      | 6 | 5  | 0 | 1 | 43 | 18 | +25 | 10 |
| Egyesült Államok (USA) | 6 | 3  | 1 | 2 | 37 | 36 | +1  | 7  |
| Kuba (CUB)             | 6 | 3  | 1 | 2 | 31 | 35 | –4  | 7  |
| NSZK (FRG)             | 6 | 2  | 0 | 4 | 33 | 34 | –1  | 4  |
| Spanyolország (ESP)    | 6 | 0  | 1 | 5 | 20 | 37 | –17 | 1  |
| Brazília (BRA)         | 6 | 0  | 1 | 5 | 22 | 51 | –29 | 1  |

| 1968. október 14. 15:00 | Szovjetunió (URS)    | 11 – 4 | Kuba (CUB) |  |
| 1968. október 14. 15:00 | (0–1, 4–1, 3–1, 4–1) |        |            |  |
| 1968. október 14. 15:00 | Grigorovszkij 4      |        | Junco 4    |  |

| 1968. október 15. 15:00 | Kuba (CUB)           | 9 – 2 | Brazília (BRA) |  |
| 1968. október 15. 15:00 | (2–0, 3–1, 1–0, 3–1) |       |                |  |
| 1968. október 15. 15:00 | Junco 4              |       | Lima 2         |  |

| 1968. október 17. 10:00 | Kuba (CUB)           | 6 – 6 | Egyesült Államok (USA) |  |
| 1968. október 17. 10:00 | (2–3, 1–1, 1–0, 2–2) |       |                        |  |
| 1968. október 17. 10:00 | Junco 6              |       | Sheerer 3              |  |

| 1968. október 20. 09:00 | Kuba (CUB)           | 7 – 6 | NSZK (FRG)  |  |
| 1968. október 20. 09:00 | (1–0, 1–1, 2–2, 3–3) |       |             |  |
| 1968. október 20. 09:00 | Junco 6              |       | Haverkamp 4 |  |

| 1968. október 21. 10:00 | Kuba (CUB)           | 4 – 3 | Spanyolország (ESP) |  |
| 1968. október 21. 10:00 | (1–1, 1–1, 1–1, 1–0) |       |                     |  |
| 1968. október 21. 10:00 | Junco 4              |       | három játékos 1     |  |

| 1968. október 23. 09:00 | Magyarország (HUN)   | 7 – 1 | Kuba (CUB)  |  |
| 1968. október 23. 09:00 | (1–0, 1–1, 2–0, 3–0) |       |             |  |
| 1968. október 23. 09:00 | Felkai 3             |       | M. García 1 |  |

Az 5–8. helyért
| 1968. október 24. 09:00 | NDK (GDR)            | 8 – 2 | Kuba (CUB)          |  |
| 1968. október 24. 09:00 | (1–0, 3–1, 2–0, 2–1) |       |                     |  |
| 1968. október 24. 09:00 | Schüler 6            |       | M. García, Valdés 1 |  |

A 7. helyért
| 1968. október 25. 15:30 | Hollandia (NED)      | 8 – 5 | Kuba (CUB) |  |
| 1968. október 25. 15:30 | (4–0, 2–2, 2–1, 0–2) |       |            |  |
| 1968. október 25. 15:30 | der Voet 4           |       | Junco 2    |  |

| Csapat     | Helyezés |
| ---------- | -------- |
| Kuba (CUB) | 8.       |